# Savannah Bay
Savannah Bay est une pièce de théâtre de Marguerite Duras publiée en 1982 aux éditions de Minuit et mise en scène par l'auteure en 1983. En 2002, elle entre au répertoire de la Comédie-Française,.

## Mises en scène
- 1983 : mise en scène de Marguerite Duras, avec Madeleine Renaud et Bulle Ogier, théâtre du Rond-Point, Paris, reprise en 1989.
- 1999 : mise en scène de Jean-Claude Amyl, théâtre national de Chaillot, théâtre du Rond-Point, avec Gisèle Casadesus et Martine Pascal, Paris.
- 2002 : mise en scène d'Éric Vigner, Comédie-Française, Paris.
- 2007 : mise en scène d'Éric Vigner, Espace Go, Montréal.
- 2014 : mise en scène de Didier Bezace, avec Emmanuelle Riva et Anne Consigny, théâtre de l'Atelier, Paris

## Éditions
- Savannah Bay, Minuit, 1982.
  - rééd. augmentée du texte de la mise en scène, Minuit, 1983.
  - rééd. Minuit, coll. « Double », 2007.

### Sur la pièce
- Savannah Bay, c'est toi de Michelle Porte, production Ina, 1983.